# Красноярск
Красноя́рск е град в Сибир, Русия, административен център на Красноярски край, разположен на двата бряга на река Енисей. Населението му към 2017 г. възлиза на 1 082 933 души.

## История
Градът е основан от казаци начело с войводата Андрей Дубенский през 1628 г. в междуречието на река Кача и Енисей като военно укрепление Красний, по-късно наричано Красний Яр. Статут на град получава през 1690 г. Заедно с Канск на изток, той образува южната граница на руската експанзия в басейна на река Енисей през 17 век.
Селището претърпява бурно развитие, след като е свързано със Сибирския тракт през 1735 г., който го свързва с останалата част от Руската империя. През 1749 г. метеорит с маса около 700 kg е намерен на 230 km южно от Красноярск. Той е изкопан от Петер Симон Палас през 1772 г. и е превозен до Красноярск, а по-късно до Санкт Петербург. Красноярският метеорит е важен, тъй като е първият изучен паласитен метеорит, както и първият ецнат метеорит.
През 1822 г. Красноярск става административен център на Енисейската губерния. По това време той е център на казашкото движение в Сибир. През 1863 г. е открито параходно пристанище на река Енисей, както и телеграфна станция. През 1892 г. е създадена телефонна централа. Към края на 19 век градът вече разполага с няколко завода. Той продължава да се развива, след като е свързан с железопътна линия през 1895 г., а в областта са открити залежи на злато.
В Руската империя, Красноярск е едно от местата, където са изпращани политическите изгнаници. Тук са изпратени осем декабристи от Санкт Петербург след провалилото се Декабристко въстание. След Октомврийската революция през 1917 г., по време на петилетките в града биват построени многобройни заводи, произвеждащи машини, хартия, водна електроенергия.
През 1934 г. е образуван Красноярски край, а Красноярск става негов административен център. По време на управлението на Сталин, Красноярск е превърнат във важен център на лагерната система ГУЛАГ. Най-големият трудов лагер в областта е „Краслаг“, действал в периода 1938 – 1960 г.
По време на Втората световна война, многобройни заводи са евакуирани от Украйна и западните части на Русия в Красноярск и околните градове, което стимулира промишления растеж на града. След войната продължава укрепването на местната промишленост, като се създават главно металургични заводи. През 1958 г. е открита трамвайна линия, а на следващата година – тролейбусна. През 1980 г. е открито международното летище на града.
Към края на 1970-те години близо до града е построена фазирана антенна решетка. Тя е демонтирана през 1992 г., тъй като нарушава Договора за ограничаването на системите за противоракетна отбрана, подписан между СССР и САЩ.
След разпадането на СССР и началото на приватизацията в страната, много от големите заводи и фабрики са присвоени от олигарси, докато други обявяват банкрут. Икономическият преход води до голяма вълна от безработица.
В днешно време, текат работи по построяването на метро в града, което се очаква да бъде открито през 2024 г.

## Население
| 1856    | 1897    | 1923      | 1931      | 1939      | 1956      | 1959      | 1962    |
| ------- | ------- | --------- | --------- | --------- | --------- | --------- | ------- |
| 6400    | 26 700  | 60 400    | 82 800    | 186 100   | 328 000   | 412 375   | 465 000 |
| 1967    | 1973    | 1976      | 1979      | 1982      | 1986      | 1989      | 1992    |
| 576 000 | 707 000 | 758 000   | 795 178   | 833 000   | 877 000   | 912 445   | 925 000 |
| 1996    | 1999    | 2001      | 2003      | 2005      | 2007      | 2009      | 2010    |
| 871 000 | 877 800 | 875 700   | 909 300   | 917 200   | 927 200   | 947 801   | 973 826 |
| 2011    | 2012    | 2013      | 2014      | 2015      | 2016      | 2018      |         |
| 973 900 | 997 316 | 1 016 385 | 1 035 528 | 1 052 218 | 1 066 934 | 1 090 811 |         |

### Етнически състав
Към 2010 г. Красноярск е населяван от: 91,96% руснаци, 1,02% украинци, 1,01% татари, 0,75% азербайджанци, 0,72% арменци, 0,67% киргизи и други.

## Климат
Климатът в Красноярск е умереноконтинентален. Средната годишна температура е 1,6 °C, средната влажност на въздуха е 69%, а средните годишни валежи са около 488 mm.
| Климатични данни за Красноярск        | Климатични данни за Красноярск | Климатични данни за Красноярск | Климатични данни за Красноярск | Климатични данни за Красноярск | Климатични данни за Красноярск | Климатични данни за Красноярск | Климатични данни за Красноярск | Климатични данни за Красноярск | Климатични данни за Красноярск | Климатични данни за Красноярск | Климатични данни за Красноярск | Климатични данни за Красноярск | Климатични данни за Красноярск |
| Месеци                                | яну.                           | фев.                           | март                           | апр.                           | май                            | юни                            | юли                            | авг.                           | сеп.                           | окт.                           | ное.                           | дек.                           | Годишно                        |
| Абсолютни максимални температури (°C) | 6,0                            | 8,5                            | 17,9                           | 31,4                           | 34,0                           | 34,8                           | 36,4                           | 35,1                           | 31,3                           | 24,5                           | 13,6                           | 8,6                            | 36,4                           |
| Средни максимални температури (°C)    | −11,4                          | −8                             | −0,2                           | 7,8                            | 17,1                           | 22,4                           | 24,8                           | 21,8                           | 14,4                           | 6,4                            | −3,4                           | −9,4                           | 6,9                            |
| Средни температури (°C)               | −15,5                          | −12,8                          | −5,7                           | 2,0                            | 10,4                           | 15,9                           | 18,7                           | 15,7                           | 8,9                            | 2,0                            | −7,2                           | −13,4                          | 1,6                            |
| Средни минимални температури (°C)     | −19,2                          | −16,9                          | −10,1                          | −2,6                           | 4,7                            | 10,3                           | 13,4                           | 10,8                           | 4,8                            | −1,6                           | −10,6                          | −17,1                          | −2,8                           |
| Абсолютни минимални температури (°C)  | −52,8                          | −41,6                          | −38,7                          | −25,7                          | −11,2                          | −3,6                           | 3,3                            | −1,1                           | −9,6                           | −25,1                          | −42,3                          | −47                            | −52,8                          |
| Средни месечни валежи (mm)            | 18                             | 13                             | 16                             | 32                             | 44                             | 63                             | 76                             | 67                             | 49                             | 43                             | 37                             | 30                             | 488                            |
| ------------------------------------- | ------------------------------ | ------------------------------ | ------------------------------ | ------------------------------ | ------------------------------ | ------------------------------ | ------------------------------ | ------------------------------ | ------------------------------ | ------------------------------ | ------------------------------ | ------------------------------ | ------------------------------ |
| Източник: Погода и Климат             |                                |                                |                                |                                |                                |                                |                                |                                |                                |                                |                                |                                |                                |

## Икономика
Красноярск е крупен промишлен център. Развити са машиностроенето, металургията, химическата, фармацевтичната и хранително-вкусовата промишленост. Произвеждат се строителни материали. Градът разполага с 4 ТЕЦ. Добивът на полезни изкопаеми включва основно въглища и злато.

### Транспорт
Градът е важен транспортен възел на Транссибирската магистрала. Градът разполага с две летища, но към днешно време само едното функционира.
През 1995 г. започва строежът на Красноярското метро, което ще включва 3 линии. Към 2015 г. изграждането на метрото е спряно, поради финансови причини.

### Язовир „Красноярск“
Стената на язовир „Красноярск“ е висока 124 m и дълга 1065 m. На нея е Красноярската ВЕЦ. Предназначена е да снабдява с електричество главно алуминиевите заводи в Красноярск. Произвежда 6000 MW (максимален лимит), пета по големина в света и втора в Русия.
Язовирът се простира на площ от 2130 km². Намира се на река Енисей в Дивногорск, на 30 km от град Красноярск. Построен е в периода 1956 – 72 г. Този язовир е част от многото ВЕЦ-ове по Енисей.
Преминаването на кораби през стената на язовира е реализирано чрез релса, по която хидравлични крикове задвижват огромно корито, в което се пренасят корабите. Това е първият в света язовир, който използва такава система. Днес я използва и язовирът Фалун Гонг на река Яндзъ, Китай.

## Знаменити красноярци
- Виктор Астафиев (1924 – 2001), руски писател
- Инокентий Смоктуновски (1925 – 1994), руски актьор
- Василий Суриков (1848 – 1916), руски художник
- Константин Черненко (1911 – 1985), съветски политик
- Дмитрий Хворостовски (16 октомври 1962 – 22 ноември 2017), руски оперен певец, баритон

## Побратимени градове
- Харбин, Китай
- Бинджоу, Китай
- Хейхе, Китай
- Дацин, Китай
- Чанчун, Китай
- Цицикар, Китай
- Улан Батор, Монголия
- Истаравшан, Таджикистан
- Самарканд, Узбекистан
- Могильов, Беларус
- Днепър, Украйна
- Жилина, Словакия
- Кремона, Италия
- Унтершлайсхайм, Германия
- Су-Сент-Мари, Онтарио, Канада
- Онеонта, Ню Йорк, САЩ

## Фотогалерия
- Лъвът – символ на града
- Река Енисей при Красноярск
- Дървена къща в покрайнините
- Старинна сграда на проспект „Маркс“
- Органната зала на филхармонията
- Старинна сграда на Проспекта на мира
- Сграда от сталинската ера (сталински барок)
- Музей за Древен Египет и Красноярски край
- Изглед от Енисей към центъра на града